# Timej
Timej bio je grčki filozof, prirodoslovac i zvjezdoznanac.
Rodom je iz Lokrija u južnoj Italiji, pripadnik pitagorejske škole i Sokratov pristaša. Živio je i djelovao u 5. i 4. stoljeću pr. Kr.
Platon, u dijalogu "Timej", preko njega kao glavnog lika, iznosi kazivanje o potonulom kontinentu Atlantidi koje izvorno potječe od Solona.

## Djela
Pripisivao mu se spis O duši, međutim ta je tvrdnja, temeljem naknadnih istraživanja, odbačena.